# قنات مزدآباد
قنات مزدآباد در شهرستان  میمه، بخش مرکزی، شهر میمه واقع شده این اثر در تاریخ ۲۵/۴/۱۳۹۵ در سازمان یونسکو ثبت جهانی شد. همچنین این اثر در تاریخ ۲۰ اسفند ۱۳۸۵ با شمارهٔ ثبت ۱۸۰۹۷ به‌عنوان یکی از آثار ملی ایران به ثبت رسیده بود.

## ویژگی‌ها
قنات مزدآباد یکی از طولانی‌ترین قنات‌های منطقه به طول ۲۳ کیلومتر است که عمق مادرچاه آن به ۷۲ متر می رسد.
این قنات که قدمت آن به حدود ۲۵۰۰ سال پیش باز می‌گردد دارای سه سد زیرزمینی و دو رشته آب سرد و گرم می‌باشد.

## ثبت در میراث جهانی یونسکو
در چهلمین اجلاس میراث جهانی یونسکو که ژوئیه ۲۰۱۶ در استانبول برگزار شد، یازده قنات ایرانی به عنوان بیستمین اثر ایران بر اساس دو معیار از ۶ معیار فرهنگی کمیته میراث جهانی شامل گواهی بی‌همتا یا دست‌کم استثنایی بر یک سنت فرهنگی و نمونه‌ای برجسته در معماری یا تکنولوژی که مرحله مهمی از تاریخ بشر را نشان دهد، در فهرست میراث جهانی قرار گرفت. پرونده ۱۱ قنات ایرانی با داشتن تکنولوژی متفاوت و با قدمت بیش از ۲۵۰۰ تا ۲۰۰ سال به یونسکو جهت ثبت جهانی ارائه شد و پس از بررسی و تأیید کارشناسان یونسکو این پرونده ثبت و در فهرست آثار جهانی قرار گرفت.
یازده قناتی که ثبت جهانی شده‌اند، هرکدام به لحاظ قدمت، نوع معماری، عمق، طول و مشخصاتی از این دست، منحصر به فرد و بی نظیر هستند. در این میان قنات مزدآباد به دلیل دارا بودن سدهای زیرزمینی به فهرست یونسکو راه پیدا کرد.